# Fontenille-Saint-Martin-d'Entraigues
 Fontenille-Saint-Martin-d'Entraigues  es una población y comuna francesa, situada en la región de Poitou-Charentes, departamento de Deux-Sèvres, en el distrito de Niort y cantón de Chef-Boutonne.

## Demografía
| 485 | 472 | 509 | 532 | 588 | 547 |
| Para los censos de 1962 a 1999 la población legal corresponde a la población sin duplicidades (Fuente: INSEE [Consultar]) |     |     |     |     |     |